# زانغ جيلجاه
زانغ جيلجاه؛ تُكتب أيضًا بالحروف اللاتينية باسم تشانج جيل جاه، هي زعيمة دينية كورية، تعتبرها طائفتها الدينية بأنه الإله الأم، وهي زعيمة كنيسة الرب التابعة لجمعية البعثة العالمية، والرئيس الفخري لمؤسسة WeLoveU الدولية، وهي منظمة رعاية اجتماعية.
تُعَلِّم كنيسة البعثة العالمية، وهي حركة دينية كورية جديدة، أسسها (أن ساهنغ هونغ) (1918-1985)، وهو مسيحي كوري جنوبي يعتبره أتباعه المسيح والله الآب معًا. بينما يطلق أعضاء الكنيسة على زانغ جيلجا ألقاب: "الإله الأُم"، "الأُم القدس"، "أُم القدس الجديدة"، "الأم السماوية"، أو ببساطة "الأم". يعتقد أتباعها أنها قد أكملت جميع الأنباء في الكتاب المقدس.
في عام 1985، وبعد الوفاة المفاجئة لأن سانج هونغ، وافقت 11 كنيسة من أصل 13 كنيسة تابعة لكنيسة الرب على الاعتراف بكل من آن وزانج باعتبارهما الله. وعلى الرغم من مكانتها في كنيستها، فإن وسائل الإعلام التابعة لـ زهانغ - مثل صفحتها على اليوتيوب - تميل إلى عدم الإشارة إلى هذا الادعاء في محتواها. وبدلا من ذلك، فإنهم يركزون على أنشطتها كرئيسة لمؤسستها.
اتفق المجتمع المسيحي الكوري بشكل عام على أن تعاليم آن وزانج تتعارض مع المعتقدات المسيحية. من المعروف أن أعضاء كنيسة آن ساهنج هونغ يزورون الحرم الجامعي في الولايات المتحدة، ويحاولون التبشير بتعاليمهم حول كون زانغ "الإله الأم". يُعتقد أحيانًا أن حركة آن ساهنج هونغ عبارة عن طائفة دينية.